# Осада Кития
Осада Кития (450 год до н. э.) — осада войсками Делосского союза кипрского города Кития в ходе греко-персидских войн.

## Предыстория
В 461 году до н. э. Кимон был изгнан из Афин на десять лет.
После поражения афинян в Египте Кимон вернулся в Афины. Он заключил перемирие со Спартой, с которой афиняне также воевали, и бросил все силы на борьбу с персами. В 450 году до н. э. Кимон с флотом из 200 судов отплыл для вторичного похода в Египет и на Кипр. Царь жителей дельты Нила Амиртей, воевавший с Персией, попросил Кимона о помощи, и тот послал ему 60 кораблей. Остальные корабли отправились осаждать Китий.

## Осада
При осаде Кития скончался Кимон — или от болезни, или от раны в бою. Перед смертью он приказал своим сподвижникам немедленно отступить, скрывая, что он умер.

## Итоги
См. Битва при Саламине на Кипре